# Veselin Petrović
Pour les articles homonymes, voir Petrović.
Veselin Petrović (en serbe : Веселин Петровић), né le 1er juillet 1977, à Sarajevo, en Yougoslavie, est un joueur serbe de basket-ball. Il évolue aux postes d'arrière et d'ailier.

## Palmarès
- Champion d'Europe 2001
- 3e aux Jeux méditerranéens 1997
- 3e du championnat du monde des -22 ans 1997
- Champion d'Europe des -22 ans 1998
- Champion de Yougoslavie 2002
- Coupe de Yougoslavie 1997, 2000, 2002
- Coupe de Serbie-et-Monténégro 2003